# Гренот, Либания
Либания Гренот Мартинес Скафетти (род. 12 июля 1989 года, Сантьяго-де-Куба) — итальянская легкоатлетка (бег на 400 метров), уроженка Кубы. Чемпионка Европы  2014 года в Цюрихе.

## Биография
В 2006 году вышла замуж за итальянца и переехала в римский район Касалпалоччо. В 2008 году получила итальянское гражданство.
На Олимпийских играх 2008 года в полуфинале установила новый рекорд Италии — 50,83 с. Несмотря на это, не пробилась в финал. В 2009 году завоевала золотую медаль на Средиземноморских играх с новым рекордом Италии 50,30 с..В 2014 году выиграла золотую медаль на чемпионате Европы 2014 года с результатом 51,10 с.